# Makó
Makó là một thành phố thuộc hạt Csongrád, Hungary. Thành phố này có diện tích 229,23 km², dân số năm 2010 là 24029 người, mật độ 105 người/km².